# Embraer EMB 110 Bandeirante
L'Embraer EMB 110 Bandeirante è un aereo di linea regionale, bimotore, monoplano ad ala bassa a sbalzo, prodotto dalla brasiliana Embraer. Ha compiuto il primo volo il 9 agosto 1972.
Il nome Bandeirante deriva da Bandeirantes, gli esploratori portoghesi che permisero la colonizzazione del Brasile.

## Storia del progetto
Sviluppato per rispondere all'esigenza del Ministero dei trasporti del Brasile per un aereo leggero, da trasporto, multiuso, è un bimotore turboelica progettato dal francese Max Holste. Costruito principalmente in metallo, ha una fusoliera e i piani di coda convenzionali, il carrello d'atterraggio triciclo e retrattile. È dotato di due turboelica Pratt & Whitney Canada PT6A montati sull'ala.
Il prototipo, designato YC-95, volò per la prima volta il 26 ottobre 1968, la versione passeggeri ha compiuto il primo volo il 9 agosto 1972 e ha iniziato il servizio operativo il 16 aprile 1973.

## Impiego operativo
Il velivolo è adatto ai trasporti a corto raggio degli operatori regionali, ha trovato mercato tra la moltitudine di compagnie commuter di tutti i continenti e soprattutto negli Stati Uniti d'America.
Le versioni con designazione militare sono utilizzate come aereo da trasporto e passeggeri, mentre la versione EMB 111 è un aereo da pattugliamento marittimo di base a terra.
Diversamente dalle altre versioni l'EMB 111 ha serbatoi posti alle estremità alari, motori più potenti e maggior autonomia. È dotato di un sistema di navigazione inerziale e, sul muso, di un radar da ricerca SPAR-1 in grado di rilevare piccoli bersagli a distanze fino a 96 km anche con mare agitato. Proiettore alare e attacchi subalari a cui agganciare erogatori di boe acustiche oppure razzi da 127 mm.
L'EMB 111 è adatto a compiti costieri piuttosto che oceanici, può essere utilizzato anche come aereo da trasporto d'emergenza sia di merci che di truppe.

## Versioni
Del Bandeirante, ne sono stati costruiti fino al 1990, anno in cui è cessata la produzione, circa 500 esemplari, in differenti versioni:
- YC-95 o EMB 100 - Prototipo.
- EMB 110 - Versione militare da trasporto.
  - C-95 - Designazione della Força Aérea Brasileira.
- EMB 110A - Versione per calibrazione di impianti radio.
  - E-95 - Designazione della Força Aérea Brasileira.
  - EC-95B - Versione per calibrazione di impianti radio della Força Aérea Brasileira.
- EMB 110B - Versione per osservazione e fotografia aerea.
  - R-95 - Designazione della Força Aérea Brasileira.
- EMB 110CN - Tre esemplari in versione navale acquistati dall'Armada de Chile, la marina militare cilena.
- EMB 110C - Prima versione commerciale, a 15 posti passeggeri.
- EMB 110E
- EMB 110E(J) - Versione Executive a 7 posti passeggeri.
- EMB 110K1 - Versione da trasporto cargo.
  - C-95A - Designazione della Força Aérea Brasileira.
- EMB 110P - Versione per compagnia aerea commuter.
- EMB 110P1 - Versione a cambio rapido cargo/passeggeri.
- EMB 110P1 SAR - Versione per ricerca e soccorso.
  - C-95B - Designazione della versione ricerca e soccorso EMB 110P1 SAR, 5 esemplari in dotazione alla Força Aérea Brasileira.[4]
- EMB 110P/A - Versione commerciale a 18 posti passeggeri per esportazione.
- EMB 110P1/A - Versione combinata passeggeri/da trasporto con portellone cargo.
- EMB 110P1/41 - Versione combinata passeggeri/da trasporto.
- EMB 110P1K/110K - Versione militare.
- EMB 110P2 - Versione commerciale
  - C-95C - Designazione della Força Aérea Brasileira.
- EMB 110P2/A - Versione modificata per compagnie commuter fino a 21 posti passeggeri.
- EMB 110P2/41 - Versione pressurizzata fino a 21 posti passeggeri.
- EMB 110S1 - Versione per osservazioni geofisiche.
- EMB 111A - Versione da pattugliatore marittimo
  - P-95 - Designazione della Força Aérea Brasileira.
  - P-95B -
- EMB 111AN - Sei esemplari in versione da pattugliatore marittimo acquistati dall'Armada de Chile.
- SC-95 - Versione per ricerca e soccorso per la Força Aérea Brasileira.
- XC-95 - Versione per studio della pioggia per la Força Aérea Brasileira.

## Utilizzatori
Per la diffusione avuta dall'EMB 110 Bandeirante il seguente elenco è sicuramente incompleto.

### Civili

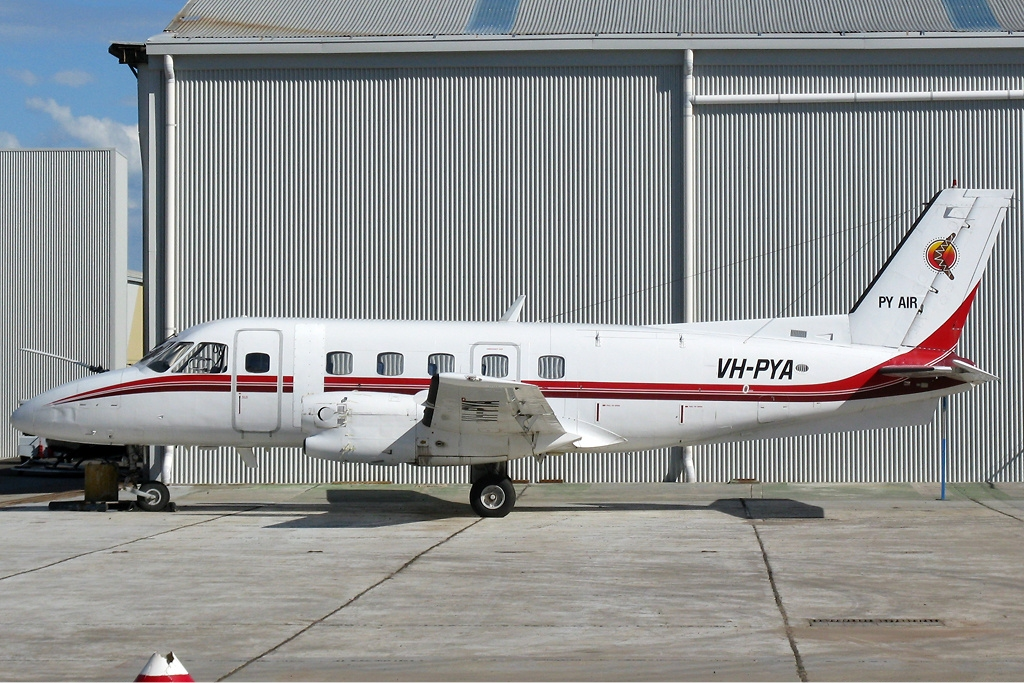
Embraer EMB-110 (VH-PYA), Aboriginal Air Services

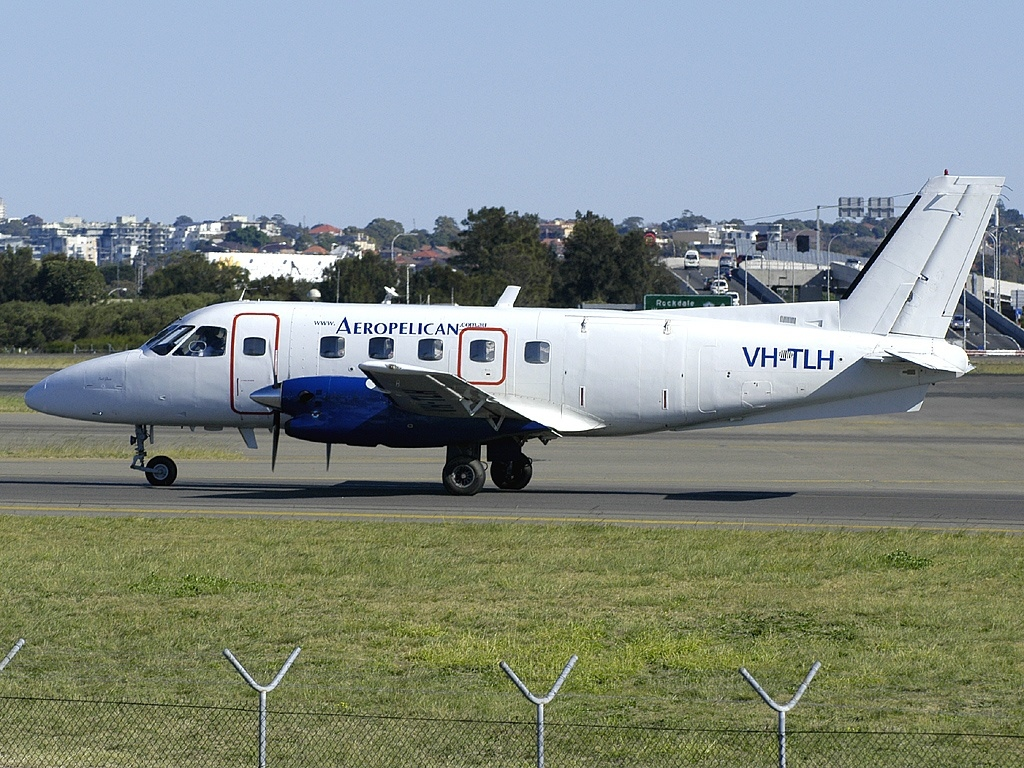
Embraer EMB-110P1 Bandeirante (VH-TLH), Aeropelican Air Services

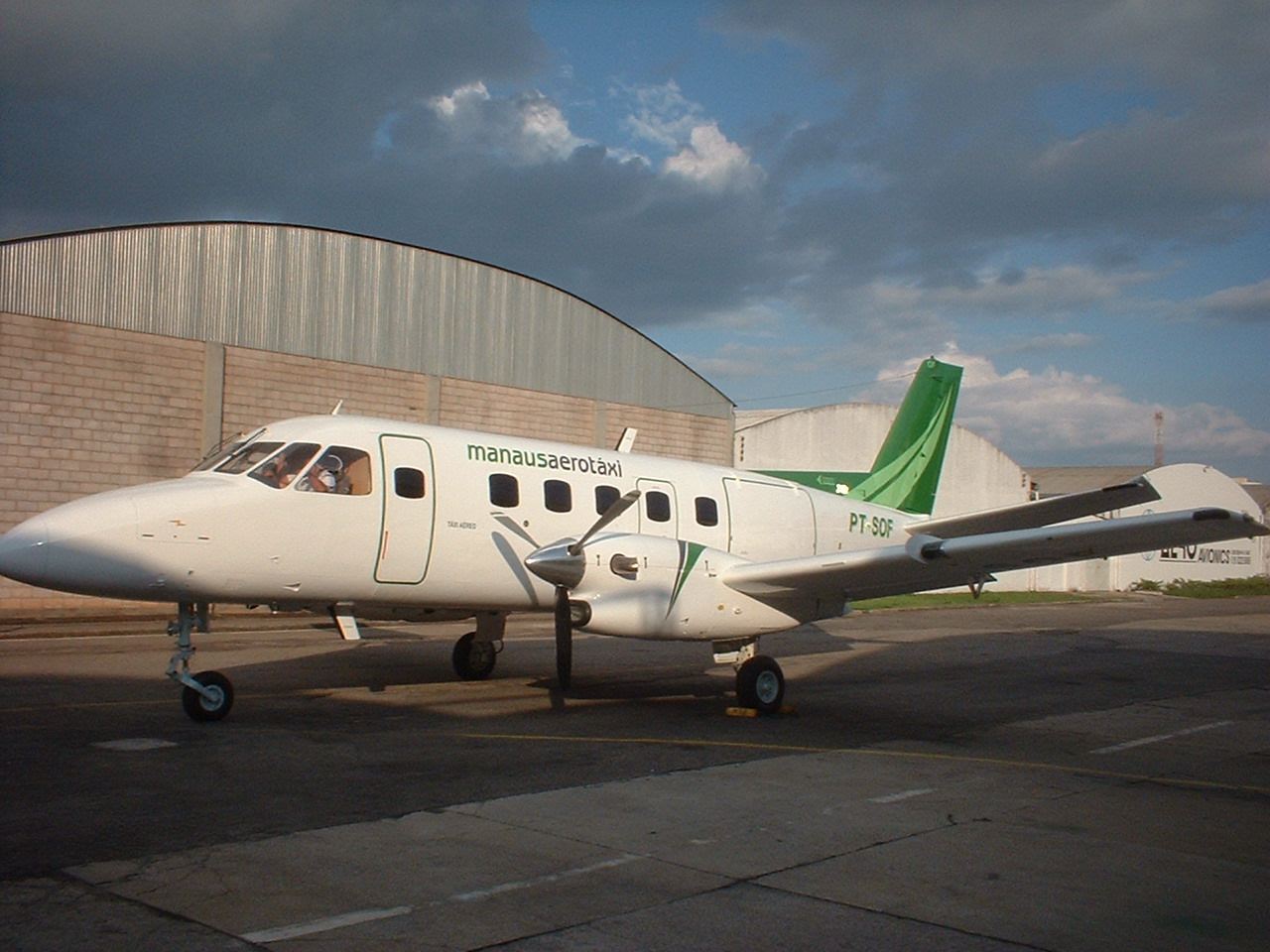
EMB-110P1 (PT-SOF), Manaus Aerotáxi

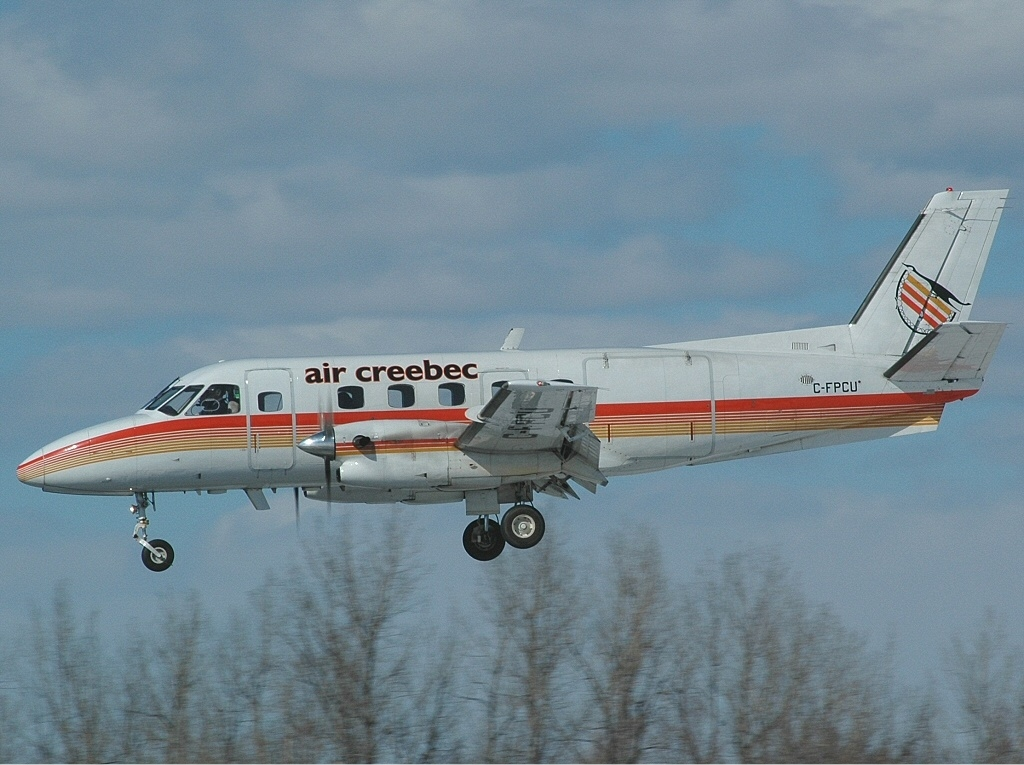
Embraer EMB-110P1A Bandeirante (C-FPCU), Air Creebec

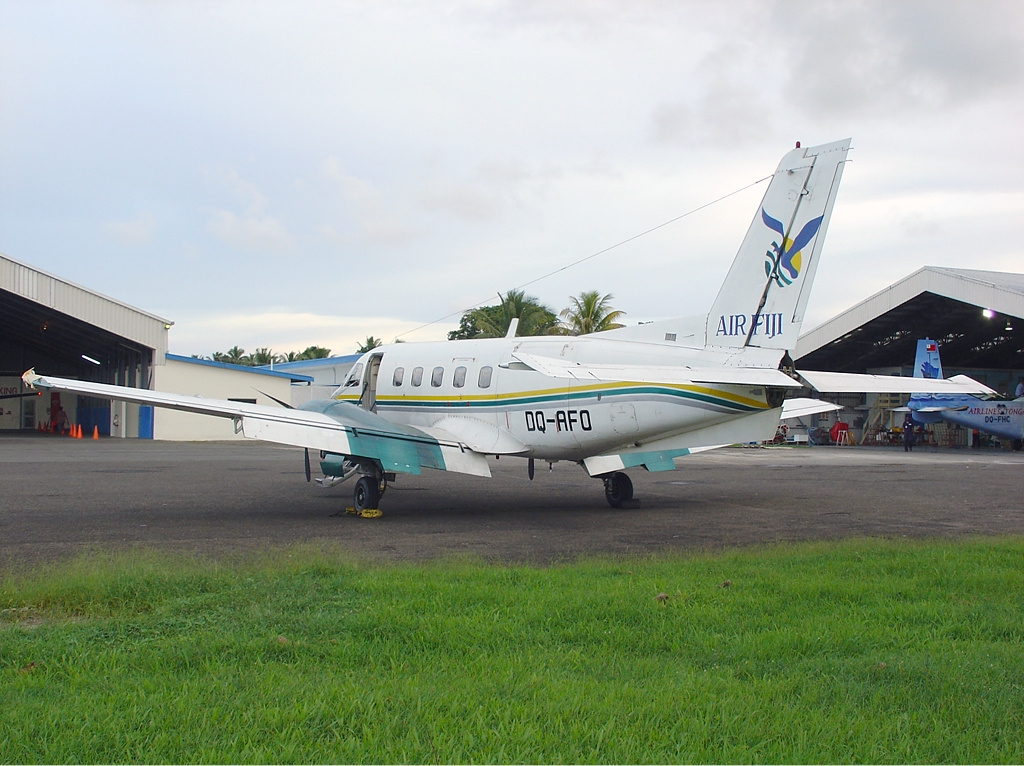
Embraer EMB-110 (DQ-AFO), Air Fiji

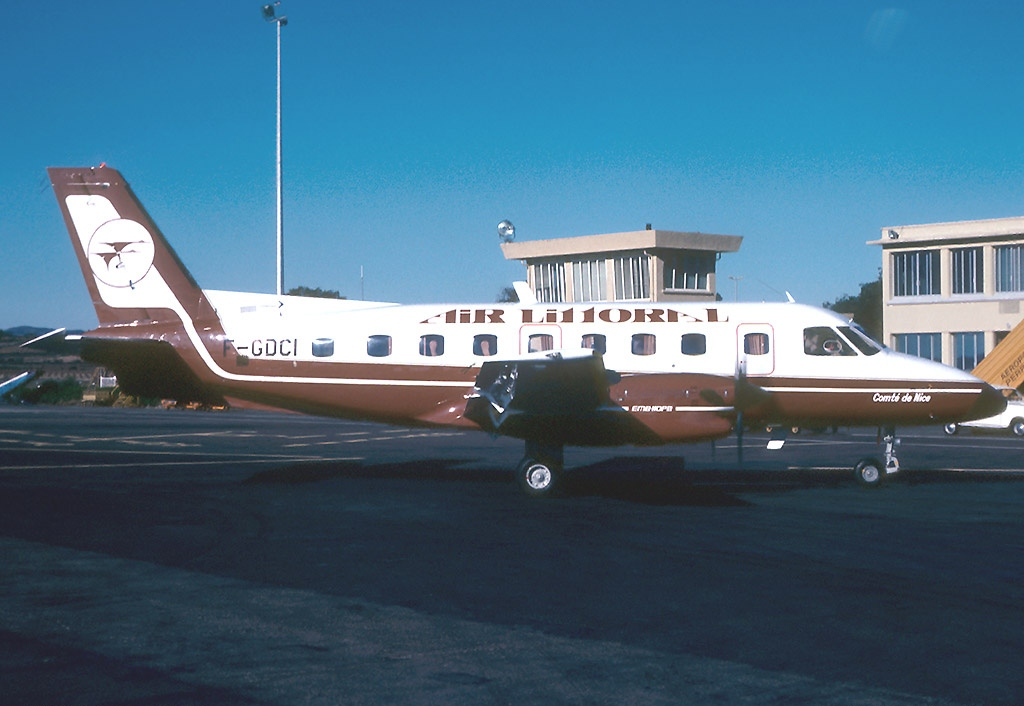
Embraer EMB-110P2 Bandeirante (F-GDCI), Air Littoral

Albania
- ADA Air

 Antille Olandesi
- Insel Air

 Australia
- Aboriginal Air Service
- Aerolink Air Services
- Aeropelican
- Air South
- Australian East Coast Airsports
- Capiteq Limited
- CKER
- IAP Group Australia
- Island Air Services
- Matakana Nominees
- Subshine Express Airlines

 Belgio
- Sky Service

 Brasile
- Abaeté Linhas Aéreas
- Manaus Aerotáxi
- Táxi Aéreo Weiss

 Burkina Faso
- Air Burkina

 Canada
- Air Creebec
- Kenn Borek Air

 Cuba
- Aerocaribbean

 Figi
- Air Fiji

 Francia
- Air Littoral
- Brit Air

 Guatemala
- Transportes Aereos Guatemaltecos

 Isola di Man
- Manx Airlines

 Isole Cook
- Air Rarotonga

 Regno Unito
- SkyDrift Air Charter
- Air UK
- Jersey European (ora Flybe)

 Stati Uniti
- AirNow

 Venezuela
- Rutaca

### Militari

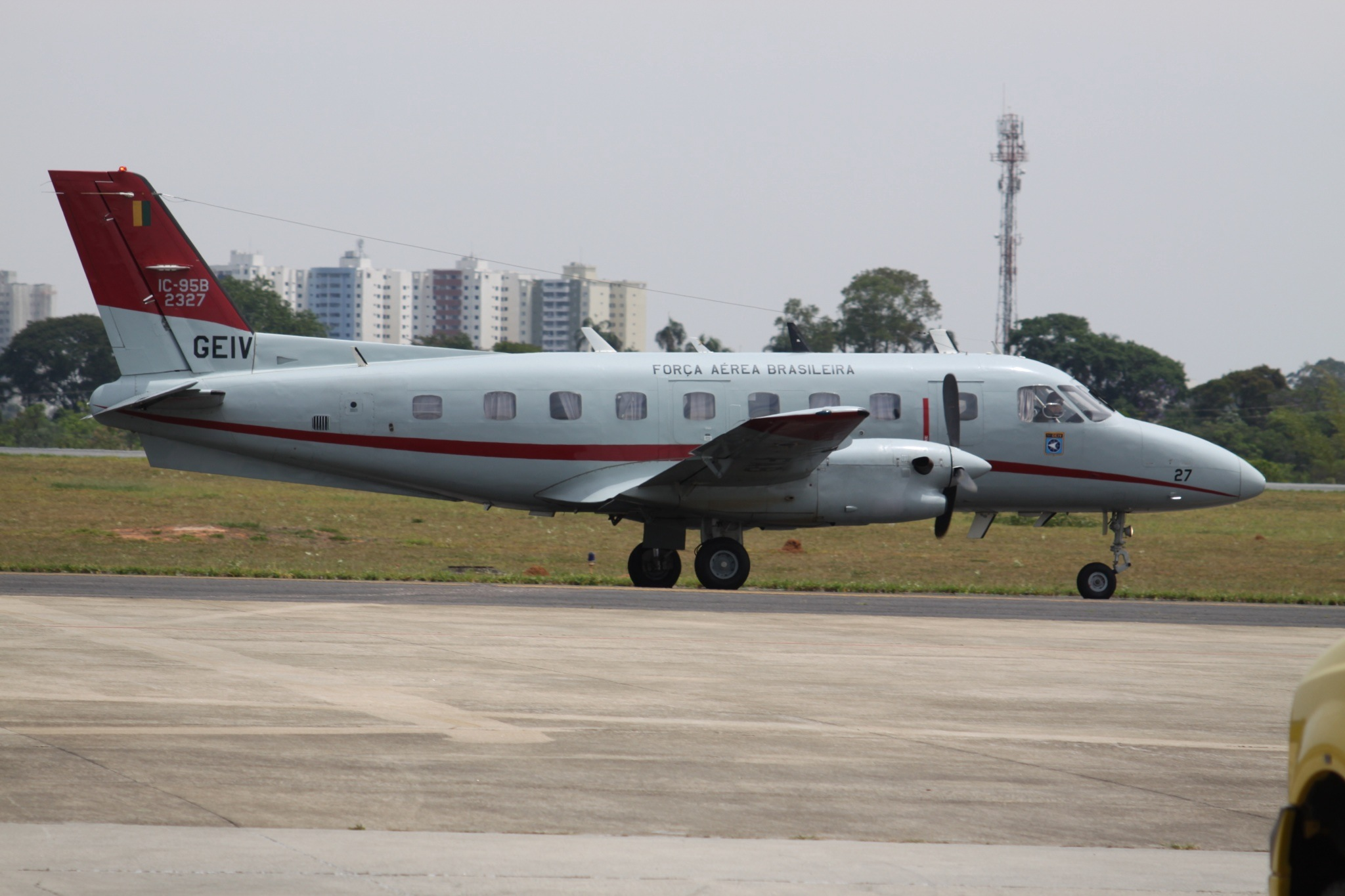
Embraer EMB-110, Forca Aerea Brasileira

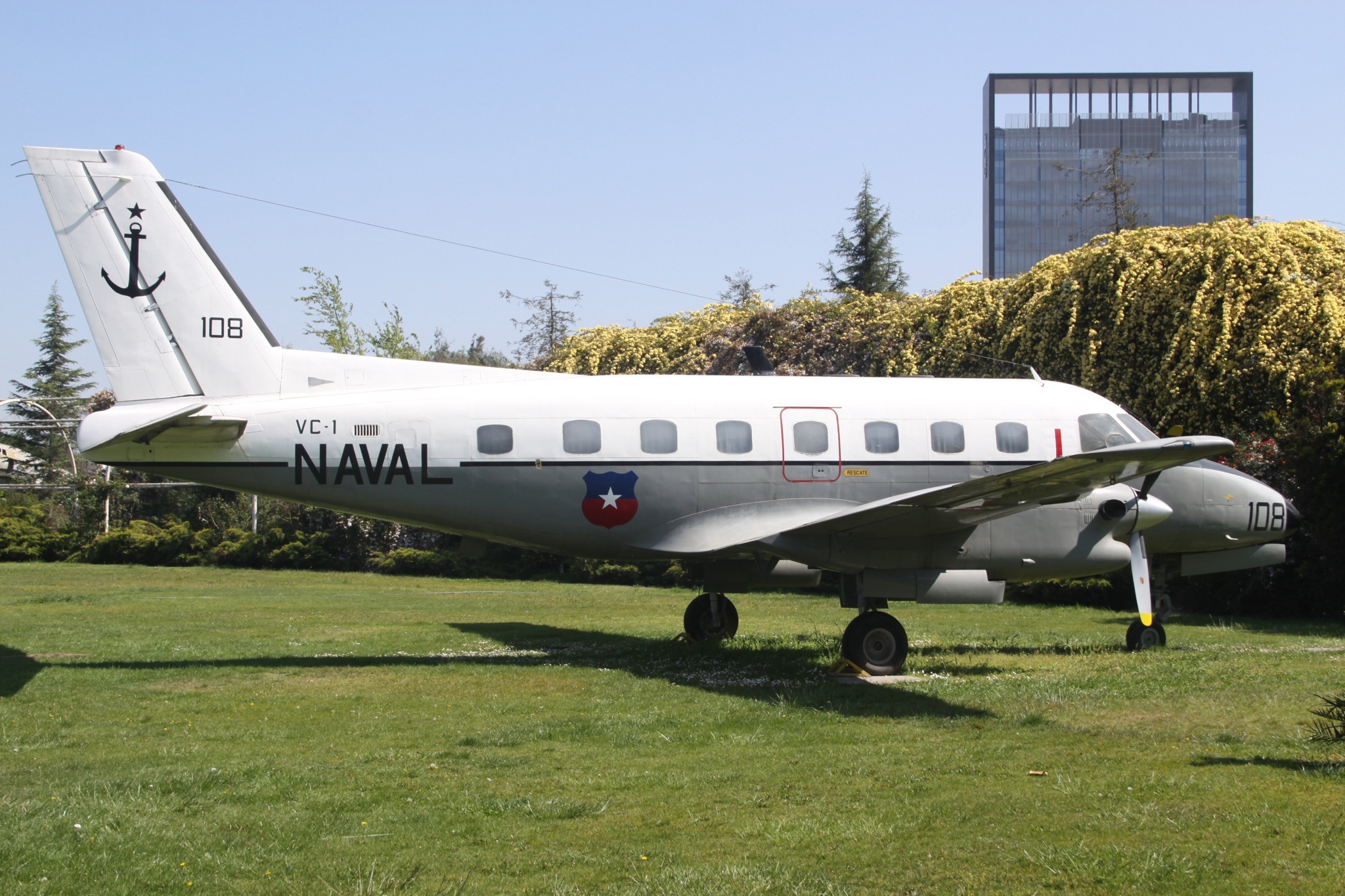
Embraer EMB-110, Aviación Naval

Angola
- Força Aérea Popular de Angola y Defesa Aérea y Antiaérea

 Argentina
- Aviación Naval

operò con due EMB 111A in prestito dal Brasile utilizzati durante la guerra delle Falkland.
 Brasile
- Força Aérea Brasileira

opera, a tutto il 2017, con 3 R-95EW (6 consegnati), 10 P-95BM da pattugliamento marittimo (22 consegnati) e circa 50 C-95CM da trasporto.
 Capo Verde
- Força Aérea Caboverdiana

1 EMB-110P-1K consegnato ed in servizio al dicembre 2017
- Guarda Costeira de Cabo Verde

 Cile
- Armada de Chile

6 EMB-111A(N) (ridesignati P-111) acquistati nel 1976, ricevuti in due lotti da tre aerei nel 1978 e nel 1979.
 Colombia
- Fuerza Aérea Colombiana

2 EMB 110P1A acquissti nel 1992.
 Gabon
- Armée de l'air Gabonaise

opera con 3 EMB-110P1 da trasporto e un EMB-111A da pattugliamento marittimo.
 Senegal
 Uruguay
- Fuerza Aérea Uruguaya

2 C-95 consegnati nel novembre del 1975. Il 28 ottobre 2022 l'aereo, durante la manutenzione ai freni, è andato a sbattere contro le pareti della sala operativa dello Squadrone Aereo n°5, nelle strutture della Base Aerea n°1. Riportati seri danni, non si è a conoscenza se verrà riparati o radiato.

## Velivoli comparabili
- Antonov An-28
- BAe Jetstream 31
- Beechcraft 1900
- Beechcraft Model 99
- Britten-Norman Trislander
- de Havilland Canada DHC-6 Twin Otter
- Dornier Do 228
- Fairchild Swearingen Metroliner
- Harbin Y-12
- IAI Arava
- Let L 410 Turbolet
- PZL M-28
- Short SC.7 Skyvan